# Kaitlin Riley
Kaitlin Riley é uma atriz norte-americana. Riley é mais conhecida por seu papel no filme, De Justin Para Kelly. Kaitlin é irmã, da também atriz Bailee Madison. Ela tem mais duas irmãs e quatro irmãos.

## Filmografia
| Filmes | Filmes                     | Filmes               | Filmes |
| Ano    | Título                     | Papel                | Notas  |
| ------ | -------------------------- | -------------------- | ------ |
| 1997   | Catherine's Grove          | Catherine jovem      |        |
| 2001   | In the Shadows             | Mandy                |        |
| 2003   | Monster - Desejo Assassino | Aileen Wuornos jovem |        |
| 2003   | De Justin Para Kelly       | Ashley               |        |